# Силете, Ирета
Ирета Силете (фр. Yrétha Silété; род. 27 августа 1994 года в Мелёне, Франция) — французская фигуристка, выступавшая в женском одиночном разряде. Двукратная чемпионка Франции (2011 и 2012 годов).

## Карьера
Ирета Силите начала кататься на коньках в Даммари-ле-Ли, в возрасте 6 лет у тренера Клода Пери-Тевенарда, с которым продолжает сотрудничать по сей день. Первым крупным достижением в карьере Иреты стал выигрыш чемпионата Франции 2011 года. Несмотря на это, французская федерация отправила её не на чемпионаты Европы и мира, а на чемпионат  мира среди юниоров, где Силете заняла 11-е место.
В сезоне 2011—2012 Силете приняла решение перейти во «взрослый» разряд на международном уровне. Она второй раз подряд выиграла национальный чемпионат, заняла 9-е место на чемпионате Европы и 12-е на чемпионате мира. 

## Личная жизнь
Родители Силите иммигрировали во Францию из Того. Её сестра Йолин занимается гимнастикой, а брат Эван играет в футбол.

## Спортивные достижения
| Соревнования                           | 2008—2009 | 2009—2010 | 2010—2011 | 2011—2012 |
| -------------------------------------- | --------- | --------- | --------- | --------- |
| Чемпионаты мира                        |           |           |           | 12        |
| Чемпионаты Европы                      |           |           |           | 9         |
| Чемпионаты мира среди юниоров          |           |           | 11        |           |
| Командные чемпионаты мира              |           |           |           | 11/4*     |
| Чемпионаты Франции                     | 6         | 4         | 1         | 1         |
| Coupe de Nice                          |           |           |           | 9         |
| Nebelhorn Trophy                       |           |           |           | 11        |
| NRW Trophy                             |           |           | 3         |           |
| Этапы Гран-при среди юниоров, Германия |           | 6         | 6         |           |
| Этапы Гран-при среди юниоров, Франция  |           |           | 4         |           |
| Этапы Гран-при среди юниоров, США      |           | 10        |           |           |

- * — место в личном зачёте/командное место